# Карашізуке
Карашізуке (яп. からし漬け) — вид маринованих овочів у Японії. Як і інші форми касузуке, овочі маринують у розм'якшеному осаді саке (саке касу) з сіллю, цукром і мірином, а потім використовують для маринування солоних овочів. Відмінною рисою карашізуке є додавання в осад гірчиці.

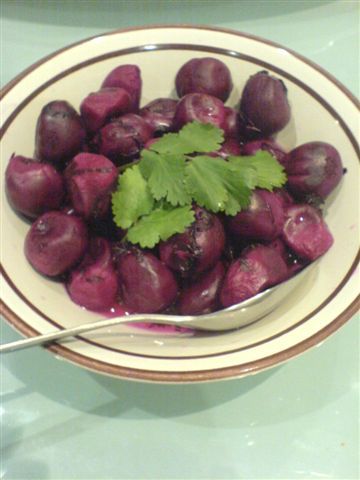
Цукемоно з баклажанів

Насу карашізуке (баклажани, мариновані в гірчиці та саке) — популярний вид карашізуке.